# Victoria Pidust
Victoria Pidust (* 1992 in Nikopol, Ukraine) ist eine ukrainische Künstlerin. Sie arbeitet im Bereich Fotografie und lebt in Berlin. Für ihre künstlerische Praxis nutzt sie diverse Bildgebungsverfahren und kombiniert diese miteinander, wie iPhone-Fotos, Screenshots, Scans und Computerprogramme zur Erzeugung von Architekturmodellen.

## Leben
Nach dem Bachelorstudium Multimedia, Verlags- und Drucktechnik an der Polytechnischen Universität Kyiv (NTUU KPI) studierte Victoria Pidust ab 2015 mit einem Stipendium des DAAD an der Kunsthochschule Berlin-Weißensee. Sie schloss ihr Studium der Freien Kunst 2021 als Meisterschülerin von Nader Ahriman ab. Im Jahre 2020 wurde sie mit dem Mart-Stam-Preis ausgezeichnet.
Den russischen Überfall auf die Ukraine erlebte sie in Kyiv, wo sie sich für eine Ausstellung aufhielt. In der Folge schweißte sie Panzersperren in Lwiw, bevor sie wieder nach Berlin zurückkehrte.

## Ausstellungen
Auszeichnungen
- 2022: Neustart-Kultur-Stipendium, Stiftung Kunstfonds[5]
- 2022: Artist Inside
- 2020: Mart-Stam-Preis
- 2015: DAAD-Stipendium[6]

Einzelausstellungen
- 2021: I will not think about this for too long, Kunstverein kjubh, Cologne[7]
- 2021: Bildmassage, jvdw space, Düsseldorf[8]
- 2020: Hybrids, ZERO FOLD, Cologne[9]

Gruppenausstellungen
- 2024: Giudecca Showroom, Stallmann, Venedig
- 2024: Lossy, Galerie Crone, Wien
- 2023: Expect the Unexpected, Kunstmuseum Bonn[10]
- 2023: Realms, JVDW gallery, Düsseldorf[11]
- 2023: Only a part , bot the hole, Lage Egal, Berlin[12]
- 2022: Hot Little Pool Vol. 1, Lobe Space, Berlin
- 2022: nezrydani slyozy, Galerie Judith Andreae, Bonn[13]
- 2022: New Talents 2022, FUHRWERKSWAAGE, Cologne
- 2022: POSTOST : Україна / UKRAINE, Stiftung Neue Kunst Berlin-Brandenburg, Berlin[14]
- 2022: OUT OF OFFICE, FAHRENHEIT space with Galerie Judith Andreae, Berlin[15]
- 2022: curated by, CRONE, Wien[16]
- 2022: Extension, BEL ETAGE project, Kleiner Wasserspeicher, Berlin[17]
- 2022: SUPER SUPER MARKT, 7 Himmel bio markt, Berlin[18]
- 2021: Cross-side crystal hybrid orbital, HVW8, Berlin
- 2021: *AND THAT’S A GOOD THING. , Gallery Judith Andreae, Bonn
- 2021: Sensitivity. Contemporary Ukrainian photography, MYSTETSKYI ARSENAL, Kyiv
- 2021: open-ended photography, Robert Morat Gallery, Berlin
- 2021: PORÖS, Lobe Block, Berlin
- 2021: Mart Stam Prize 2020, Parterre, Berlin[19]
- 2021: Mart Stam Prize 2020, Kunstverein, Marburg
- 2020: DIG IT, Caldo Worldwide, Online, Internet
- 2020: Not canceled, Weserhalle, Berlin
- 2019: *, Projektraum Bethanien, Berlin
- 2019: Painting Painting Painting, Raum Vollreinigung, Berlin[20]
- 2018: Material, SabotMimiFaster, Berlin
- 2017: EPISODE, Museum Kesselhaus, Berlin
- 2017: Drag & Drop, curated by Victoria Pidust und Volo Bevza, Kunsthalle am Hamburger Platz, Berlin
- 2017: H2, Klasse Werner Liebmann, SEZ, Berlin